# Sophie Wencke-Meinken

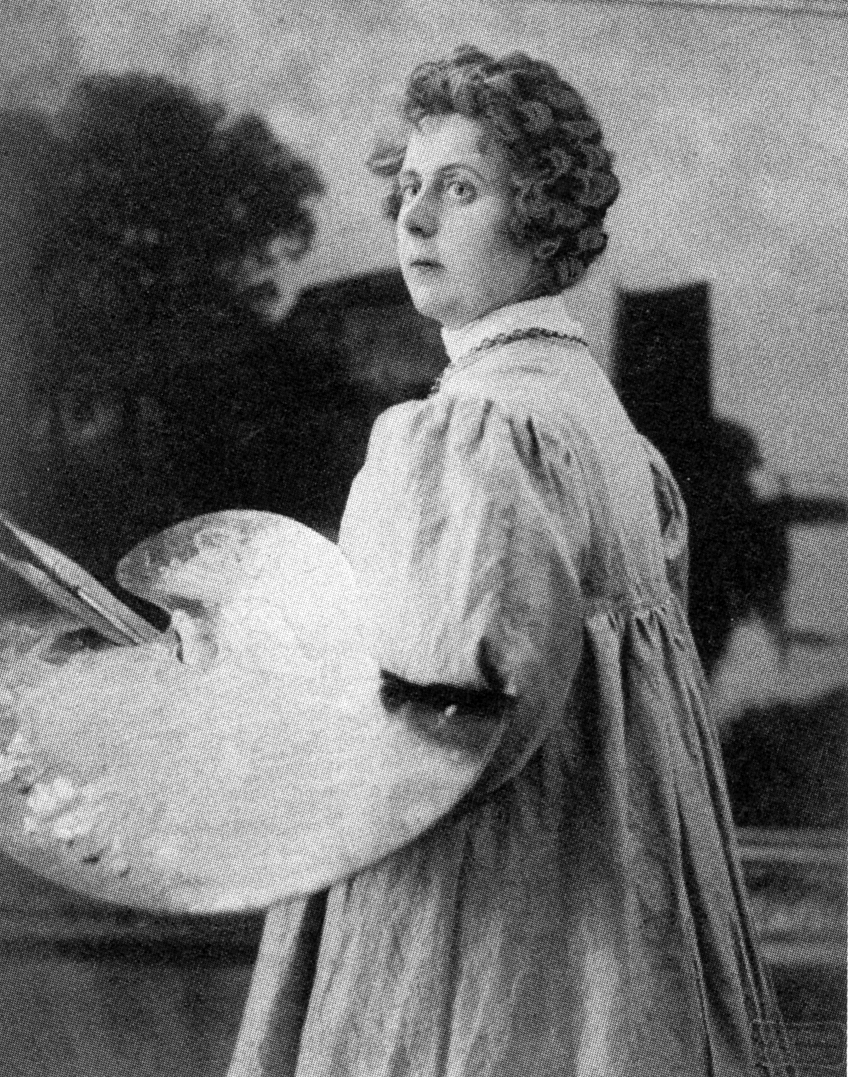
Sophie Wencke (1898)

Sophie Wencke-Meinken (* 29. Juli 1874 in Bremerhaven; † 23. Juni 1963 in Worpswede) war eine deutsche Malerin.

## Biografie
Sophie Wencke war die erste Tochter des Werftbesitzers Nicolaus Diedrich Wencke (* 1848) und Enkelin der Werftunternehmer Friedrich Wilhelm Wencke und Gesine Wencke. 1884 taufte sie den ersten deutschen Fischdampfer für die Reederei Friedrich Busse auf den Namen Sagitta. Sie besuchte die Schule in Bremerhaven und studierte von 1891 bis 1893 Kunstmalerei in Dresden und von 1893 bis 1897 in Berlin bei Malern wie dem Tiermaler Hermann Pansee, der Landschaftsmalerin Berta Schrader und in Berlin bei dem Landschaftsmaler Max Uth. 1898 nahm sie in Bremerhaven am Stapellauf des Passagierdampfers Assyria teil. Im gleichen Jahr entstand mit dem Stapellauf eines ihrer bekanntesten Gemälde, das sich heute in der Sammlung des Historischen Museums Bremerhaven (Morgenstern-Museum) befindet.
Seit Oktober 1898 lebte sie in Worpswede. 1903 folgte ihr die jüngere Schwester Clara. Zunächst war sie Schülerin von Otto Modersohn und sie malte Landschaften. Seit 1903 schuf sie auch Vorlagen für Postkarten und Kunstdrucke für den Kunstverlag Seemann in Leipzig. Durch eine rege Ausstellungstätigkeit mit bekannten Malern wie Fritz Overbeck, Otto Modersohn oder Heinrich Vogeler, unter anderem in Bremen, Berlin, Leipzig und Köln, wurde sie vornehmlich als Landschaftsmalerin im impressionistischen Malstil bekannt. 1910 bezog sie zusammen mit ihrer Schwester Clara ihr eigenes Atelierhaus, in dem sich heute das Café Central befindet.
Ab 1916 hielten sich die beiden Schwestern in der  Porzellanstadt Selb auf und schufen Vorlagen für die Porzellanfabrik Hutschenreuther. Sie heiratete nach dem Ersten Weltkrieg (1919) den Hamburger Postdirektor Dr. Wilhelm Meinken, nannte sich nun Wencke-Meinken und wohnte in Hamburg-Bergedorf, behielt aber ihr Atelier in Worpswede.
Seit 1933 lebte sie wieder in Worpswede und schuf hier Aquarelle und dann Ölbilder für einen Weser-Zyklus. Einen Auftrag erfüllte sie für die Stadt Remscheid. Im Dritten Reich entstanden Stadtansichten von Essen. 1941 und 1942 war sie mit zwei Bildern auf der Großen Deutschen Kunstausstellung in München vertreten, die repräsentativ war für die staatlich erwünschte Kunst im Nationalsozialismus und als die wichtigste kulturelle Veranstaltung im nationalsozialistischen Deutschland propagiert wurde. 1941 wurde ihr Ölbild „Abendwolken“ gezeigt und 1942 eine getuschte Kreidezeichnung mit dem Titel „Worpsweder Landschaft“.
Studienreisen führten Wencke unter anderem nach Italien, Schottland und durch das Sauerland. Zu ihrer Heimatstadt Bremerhaven und zu den Reedern und Werften behielt sie Kontakt und ließ sich künstlerisch inspirieren.

## Werke (Auswahl)
- Stapellauf, Ölgemälde, 1898, Historisches Museum Bremerhaven
- Kloster Bursfelde
- Häuser im Teufelsmoor, um 1905
- Hammeniederung, Öl/Lwd., Lilienthaler Kunststiftung
- Blumenstrauß im Fenster, Öl/Lwd., Lilienthaler Kunststiftung
- Weser-Zyklus, Ölbilder, 1933/34